# Enkidu

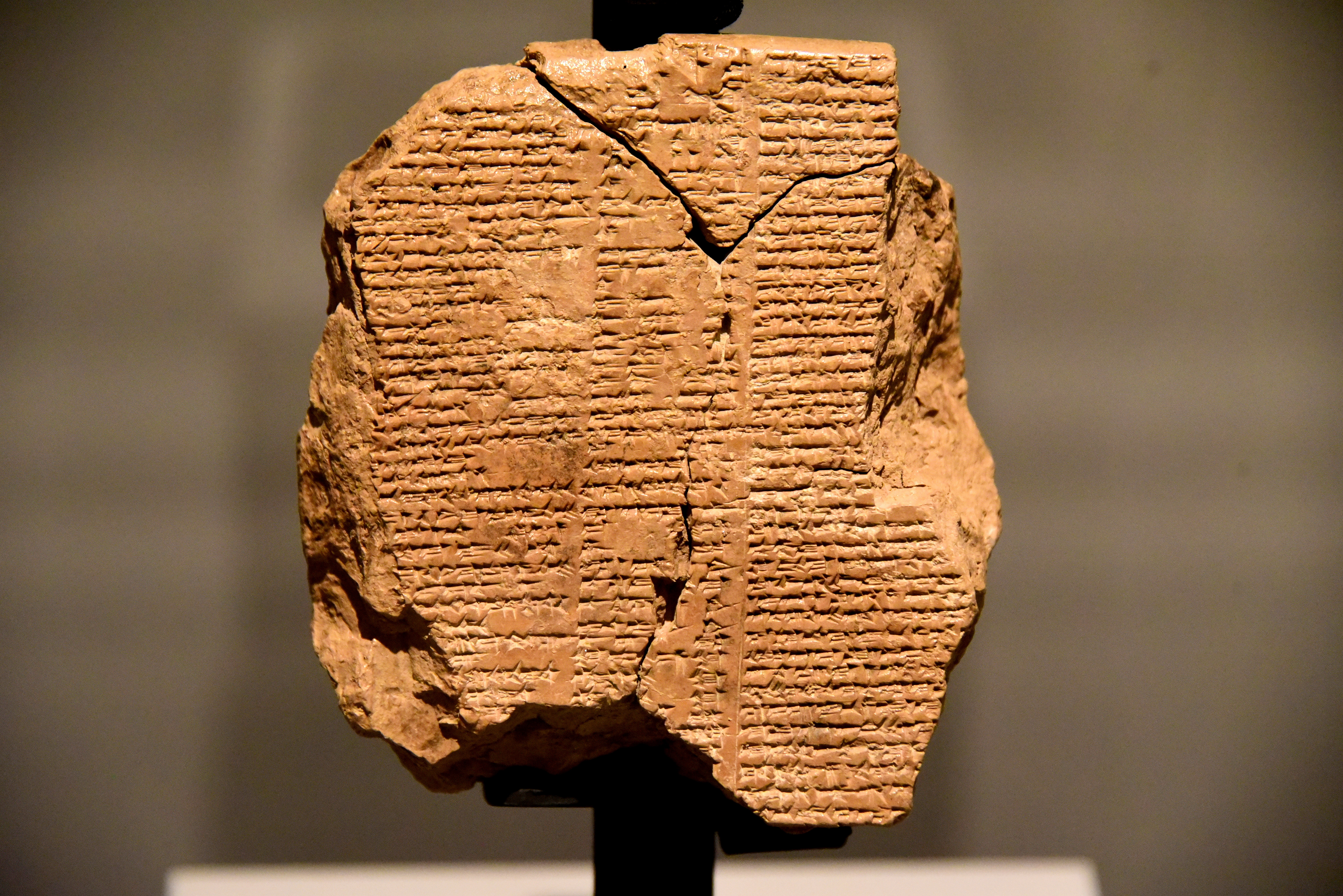
Fragment eposu o Gilgameszu spisanego pismem klinowym

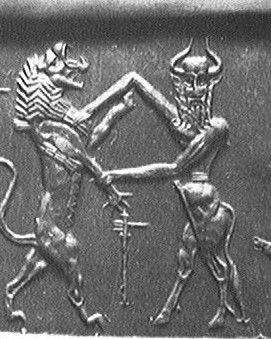
Enkidu walczący z lwem

Enkidu – myśliwy i wojownik, towarzysz Gilgamesza. Według eposu o Gilgameszu lud Uruk błagał bogów, aby zesłali kogoś, kto pomógłby powściągnąć surową rękę ich władcy, Gilgamesza. Bogini  Aruru stworzyła więc Enkidu, kudłatego barbarzyńcę o nadludzkiej sile, mieszkającego na pustyni razem ze zwierzętami, pośród których się wychował. Gilgamesz postanowił pojmać Enkidu, posłał więc prostytutkę, aby go uwiodła. Enkidu odbył z nią stosunek, w wyniku czego odkrył w sobie człowieczeństwo i z tego powodu zwierzęta zaczęły uciekać od niego. Wówczas pozwolił się zaprowadzić do cywilizacji. Kiedy kobieta przywiodła Enkidu przed oblicze Gilgamesza, ci natychmiast starli się w zapasach. Po walce stali się przyjaciółmi i razem wyprawili się, aby zabić potwora Humbabę. Kiedy obaj powrócili zwycięsko, bogini Isztar usiłowała uwieść Gilgamesza, ale ten nią wzgardził. Rozgniewana, zesłała Byka Niebiańskiego, aby zabił Gilgamesza, jednak Enkidu przybył mu z pomocą i razem go zabili. Lud Uruk uradował się, ale bóstwa postanowiły, że Enkidu musi umrzeć ze względu na rolę, jaką odegrał w zabiciu Humbaby i Byka. Zmarł w ramionach Gilgamesza.